# Batracomorphus proserpine
Batracomorphus proserpine är en insektsart som beskrevs av Knight 1983. Batracomorphus proserpine ingår i släktet Batracomorphus och familjen dvärgstritar. Inga underarter finns listade i Catalogue of Life.